# Pablo Silva Ibaceta
Pablo Andrés Silva Ibaceta (San Felipe, 4 de julio de 1991) es un futbolista chileno que juega de volante.

## Trayectoria
Se inició como jugador de fútbol en las divisiones inferiores del club Unión San Felipe.
El 2010 fue llamado por el técnico de la Selección Chilena Marcelo Bielsa para formar parte de grupo de jugadores sparring que viajó a Sudáfrica para el Mundial de fútbol como apoyo para la selección adulta.
El año 2012 fichó por Coquimbo Unido. Para la temporada 2013 firma en Unión San Felipe su antiguo club.

## Clubes
| Club              | País  | Año       |
| ----------------- | ----- | --------- |
| Unión San Felipe  | Chile | 2009-2011 |
| Coquimbo Unido    | Chile | 2012      |
| Unión San Felipe  | Chile | 2013-2014 |
| Colchagua         | Chile | 2014-2015 |
| San Antonio Unido | Chile | 2015-2016 |
| Deportes Pintana  | Chile | 2017      |

## Palmarés

### Campeonatos nacionales
| Título             | Club               | País  | Año  |
| ------------------ | ------------------ | ----- | ---- |
| Torneo de Apertura | Unión San Felipe   | Chile | 2009 |
| Primera B          | Unión San Felipe   | Chile | 2009 |
| Copa Chile         | Unión San Felipe   | Chile | 2009 |
| Tercera A de Chile | Deportes Colchagua | Chile | 2014 |

- Datos: Q6056462